# Armée catholique et royale (Vendée)
Pour les articles homonymes, voir Armées catholiques et royales.
L'Armée catholique et royale est le nom de l'armée insurgée vendéenne pendant la guerre de Vendée. Elle regroupe alors les trois armées vendéennes : l'armée catholique et royale du Centre, l'armée catholique et royale d'Anjou et du Haut-Poitou et l'armée catholique et royale du Bas-Poitou et du Pays de Retz, bien que cette dernière ne s'y joigne qu'occasionnellement. 
Ses principaux chefs sont Jacques Cathelineau, Charles de Bonchamps, Maurice d'Elbée, François Athanase Charette de La Contrie, Henri de La Rochejaquelein, Louis de Salgues de Lescure, Jean-Nicolas Stofflet, Jacques-Nicolas Fleuriot de La Freulière, Charles de Royrand et Charles Sapinaud de La Rairie.
Les « Vendéens » étaient distincts des chouans, insurgés royalistes actifs quant à eux au nord de la Loire.

## L'origine du nom

La Vendée militaire

Lorsque la Vendée se soulève, à la mi-mars 1793, les bandes angevines qui se placent sous les ordres de Bonchamps se baptisent « armée chrétienne ». Dès la fin du mois, cependant, d'autres noms apparaissent : « armée catholique et romaine » et « armée catholique et royale ». Déjà, en 1792, alors qu'il prépare le troisième camps de Jalès dans la Bas-Languedoc, le comte de Saillans avait pris le titre de « général de l'Armée chrétienne et royale de l'Orient ». Pour Claude Petitfrère, on peut penser que ces appellations ne sont pas d'origine populaire, mais qu'elles ont été choisies par les chefs nobles de l'insurrection.
Au cours de l'année 1793, on en vient à distinguer plusieurs armées : l'« armée de Charette » dans le Marais breton, l'« armée catholique et royale d'Anjou et du Haut-Poitou », et celle du « Bas-Poitou et du Pays de Retz » au sud de la Loire. Quant aux bandes chouannes qui, au nord de la Loire, se joignent aux Vendéens lors de la virée de Galerne, elles prennent le nom d'« armée catholique et royale du Bas-Anjou et de la Haute-Bretagne ».
Malgré ces titres, il ne s'agit que d'un regroupement fluctuant de bandes autour d'un chef qui exerce son autorité sur les gens de sa mouvance ou de sa clientèle. Les seules unités à avoir une existence et une organisation quasi permanentes sont les « compagnies de paroisse », qui rassemblent les membres de communautés rurales – parents, amis ou voisins – et qui élisent leurs « capitaines ». Alors que les deux tiers des insurgés sont des paysans, ceux-ci ne représentent que la moitié des effectifs de ces compagnies ; le reste se compose d'artisans, de boutiquiers, parfois de tisserands dans les Mauges.
Les points faibles de cette armée sont les services de santé et d'intendance, embryonnaires, ainsi que le manque de combattants permanents, malgré le renfort de déserteurs « bleus » (républicains), de gabelous, d'Allemands ou de Suisses. L'armement et l'approvisionnement en munitions sont déficitaires. Quant à la cavalerie, elle ne comprend que les chefs nobles, quelques garde-chasses et employés des gabelles et des paysans en sabots montés sur des chevaux de trait. Enfin, l'artillerie n'est constituée que de vieilles couleuvrines raflées dans les châteaux et de quelques canons pris aux républicains, ce qui la rend incapable de s'opposer en rase campagne à une forte armée républicaine, ou de percer les murs d'une ville, comme à Granville.
Après la bataille de Savenay, l'armée est reconstituée sur le papier, mais est privée d'existence effective, l'insurrection dégénérant en chouannerie.

## Généraux vendéens

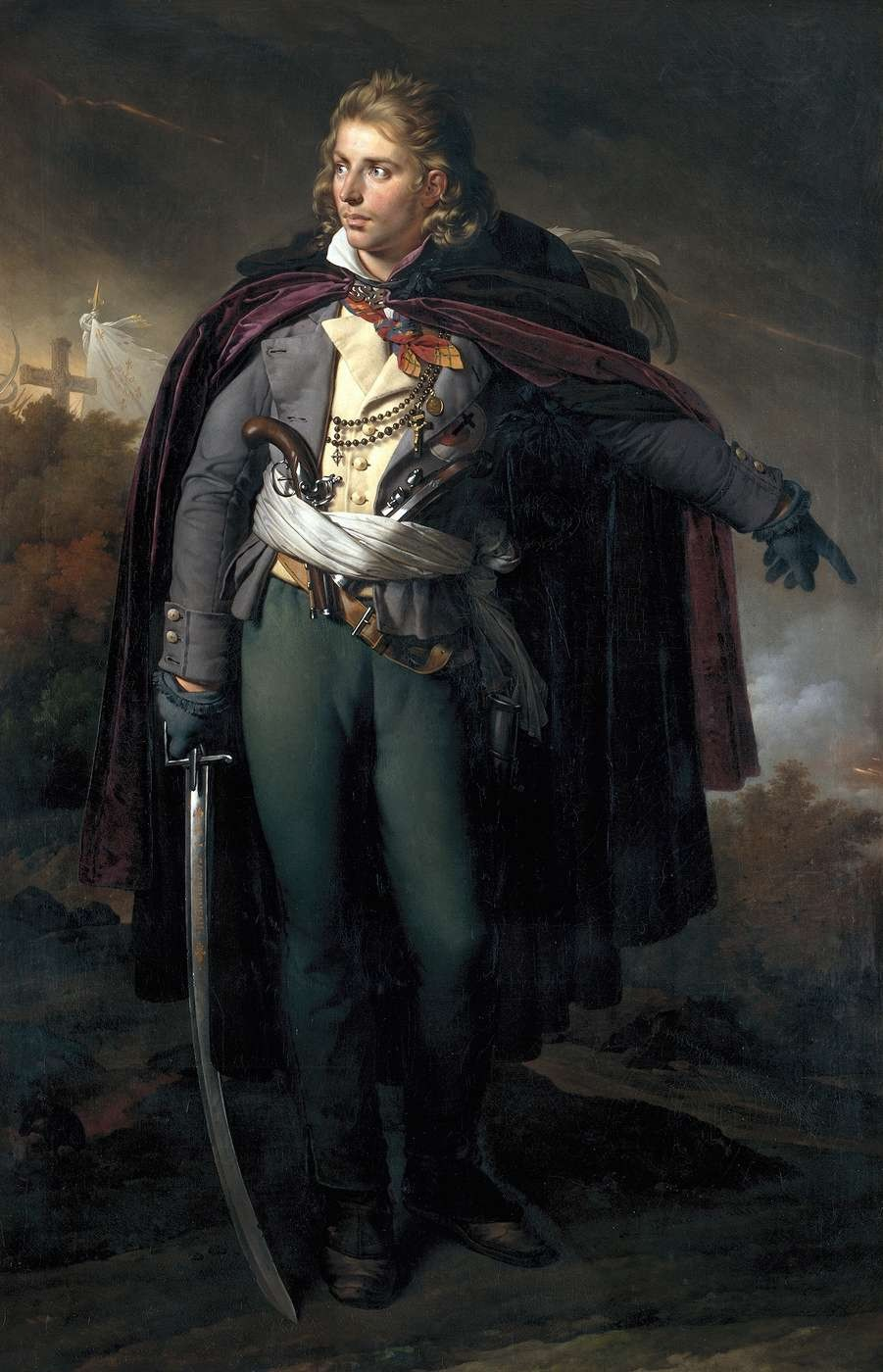
Jacques Cathelineau
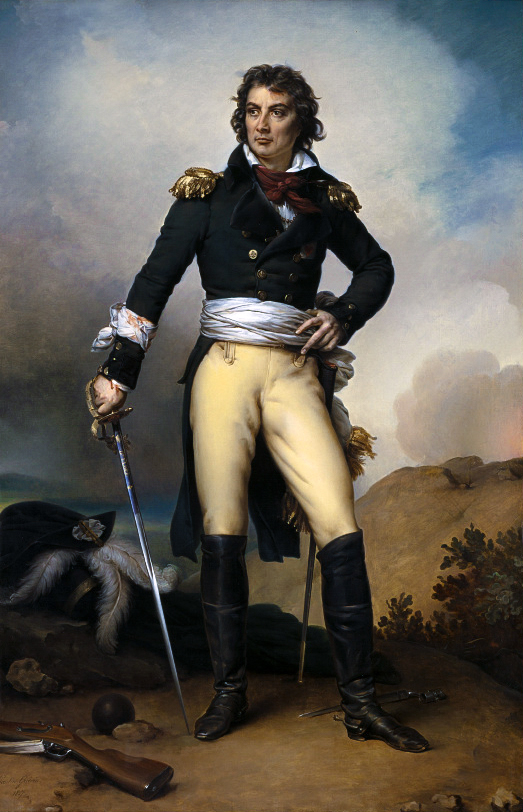
Maurice Gigost d'Elbée
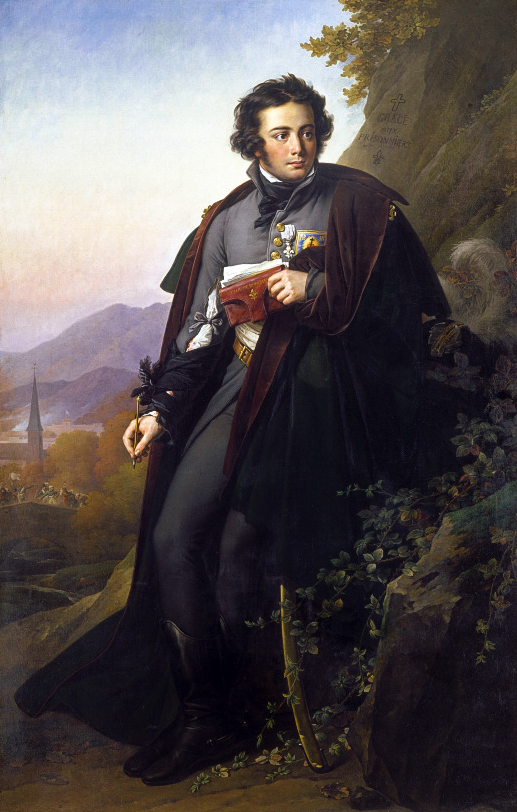
Charles de Bonchamps
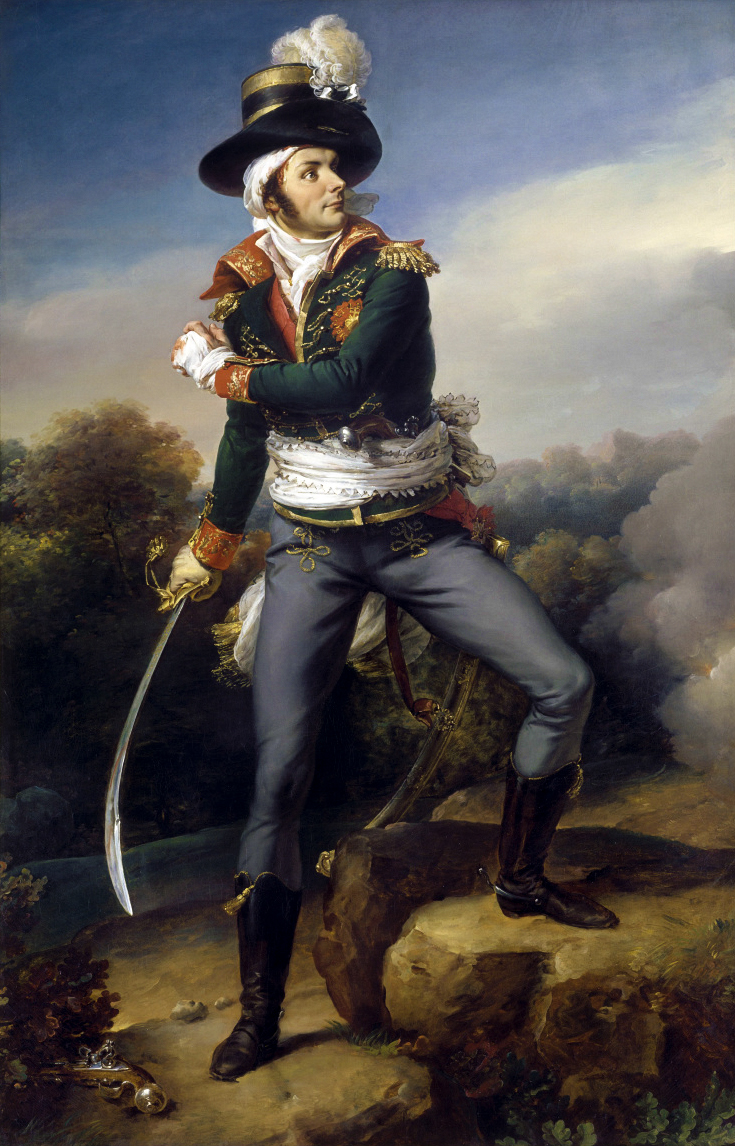
François-Athanase Charette de La Contrie
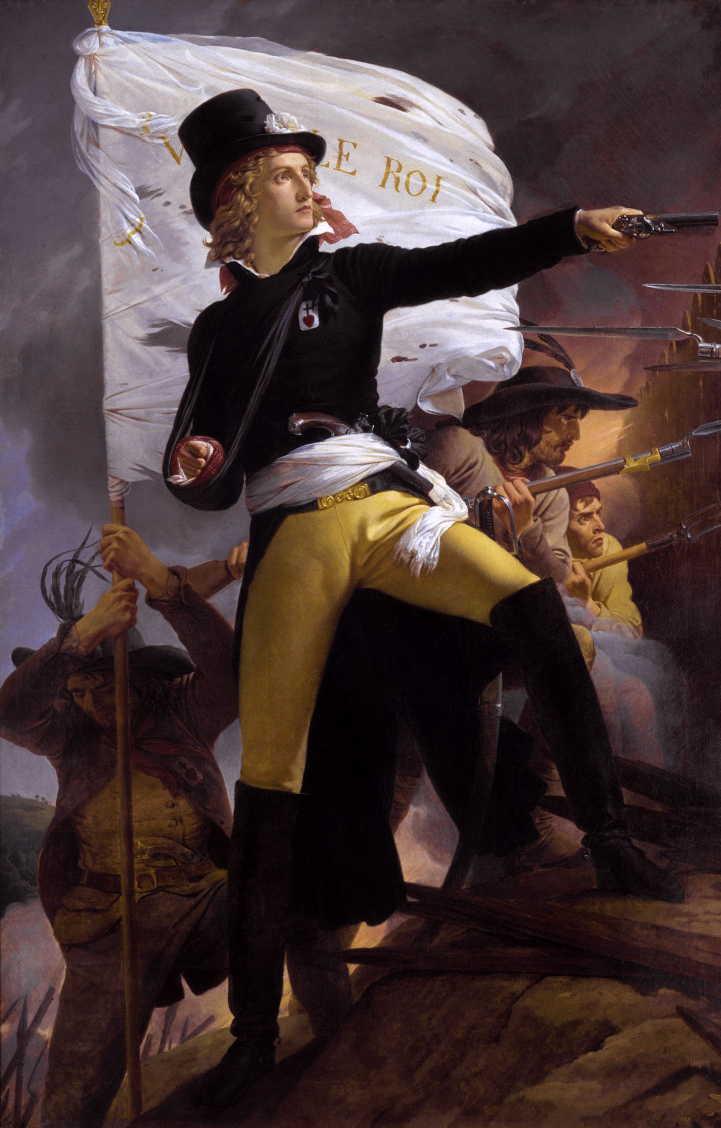
Henri de La Rochejaquelein
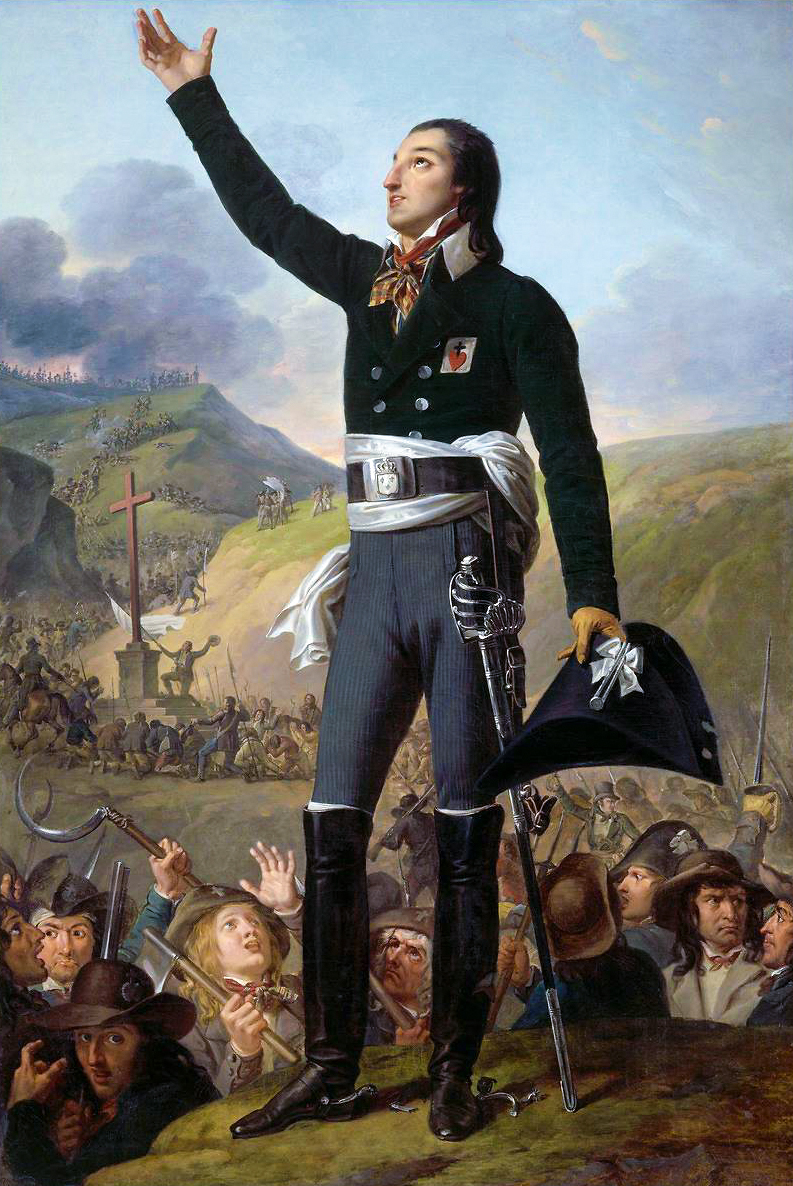
Louis de Salgues de Lescure
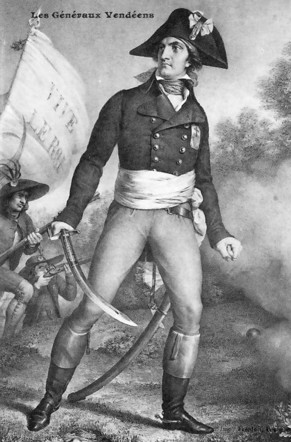
Jean-Nicolas Stofflet
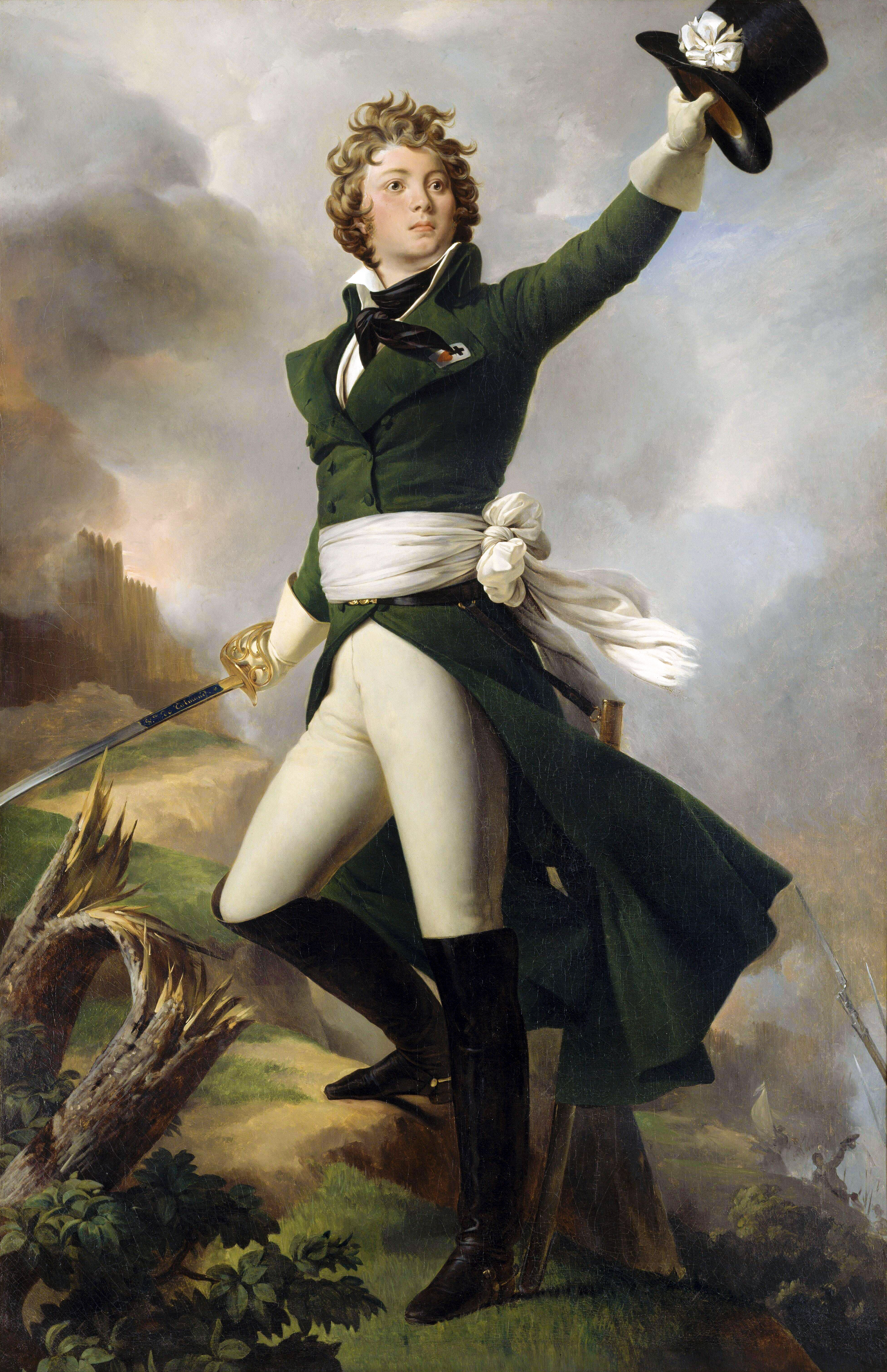
Antoine-Philippe de La Trémoïlle, prince de Talmont

## Organisation des divisions

### Mars-juin 1793
- Division de Saint-Florent-le-Vieil, 12 000 hommes :
Général : Charles Artus de Bonchamps
Général : Jacques Cathelineau[2]

- Division de Cholet et de Beaupréau, 9 000 hommes :
Général : Maurice Gigost d'Elbée

- Division de Maulévrier, 3 000 hommes :
Général : Jean-Nicolas Stofflet

- Division de Châtillon-sur-Sèvre, 7 000 hommes :
Général : Henri du Vergier de La Rochejaquelein

- Division de Bressuire, 6 000 hommes :
Général : Louis de Salgues de Lescure

- Division d'Argenton-les-Vallées, 2 000 hommes :
Général : Alexandre-Dominique Jaudonnet de Laugrenière

- Division du Loroux, 3 000 hommes :
Général : François de Lyrot de La Patouillère

- Cavalerie :
Général : Jean-Louis de Dommaigné

### Juin-juillet 1793
- Armée catholique et royale de Vendée :
Généralissime : Jacques Cathelineau († 1793, mortellement blessé à la bataille de Nantes), puis
Généralissime : Maurice Gigost d'Elbée
Major-général : Jean-Nicolas Stofflet
  - Cavalerie :
Général : Jean-Louis de Dommaigné († 1793, tué à la bataille de Saumur), puis
Général : Antoine-Philippe de La Trémoïlle de Talmont
Commandant en second : Henri Forestier
  - Artillerie :
Général : Gaspard de Bernard de Marigny
Commandant en second : Bertrand Poirier de Beauvais,
  - Division de l'Anjou :
Général : Charles Artus de Bonchamps
Commandant en second : Charles de Beaumont d'Autichamp
  - Division du Poitou :
Général : Louis de Salgues de Lescure
Commandant en second : Henri du Vergier de La Rochejaquelein
  - Division du Centre :
Général : Charles de Royrand
Commandant en second : Chevalier de Cumont
  - Division de la Basse-Vendée :
Général : Guy Joseph de Donnissan

### Juillet-octobre 1793
- Armée catholique et royale de Vendée[3] :
Général en chef : Maurice Gigost d'Elbée
Major-général : Jean-Nicolas Stofflet
Gouverneur-général : Guy Joseph de Donnissan
Gouverneur en second : Charles de Royrand
  - Cavalerie :
Général : Antoine-Philippe de La Trémoïlle de Talmont
Commandant en second : Henri Forestier
  - Artillerie :
Général : Gaspard de Bernard de Marigny
Commandant en second : du Perrault
  - Armée d'Angers et compagnies bretonnes :
Général : Charles Artus de Bonchamps
  - Armée de l'Anjou :
Général : Louis de Salgues de Lescure
  - Armée du Poitou :
Général : Henri du Vergier de La Rochejaquelein
  - Armée du Bas-Poitou et du Pays de Retz :
Général : François-Athanase de Charette de La Contrie

### Novembre-décembre 1793
- Armée catholique et royale de Vendée[4],[5] :
Général en chef : Henri de La Rochejaquelein
Gouverneur général : Guy Joseph de Donnissan
Major-général : Jean-Nicolas Stofflet
Adjudant-général : Augustin de Hargues
Adjudant en second : chevalier de Duhoux
Trésorier général : de Beauvollier l'aîné 
Chef du génie : d'Obenheim
Général divisionnaire : des Essarts
Commandant en second : Chevalier de Beauvollier
  - Cavalerie :
Général : Antoine-Philippe de La Trémoïlle de Talmont
Commandant en second : Henri Forestier
  - Artillerie :
Général : Gaspard de Bernard de Marigny
Commandant en second : de Perrault
  - Division d'Angers et compagnies bretonnes :
Général : Jacques Nicolas Fleuriot de La Fleuriais
Commandant en second : Charles de Beaumont d'Autichamp
  - Division de l'Anjou :
Général : Piron de La Varenne
Commandant en second : Pierre-Louis de La Ville-Baugé
  - Division du Centre :
Général : Charles de Royrand

## Les Vendéens

### Les soldats-paysans

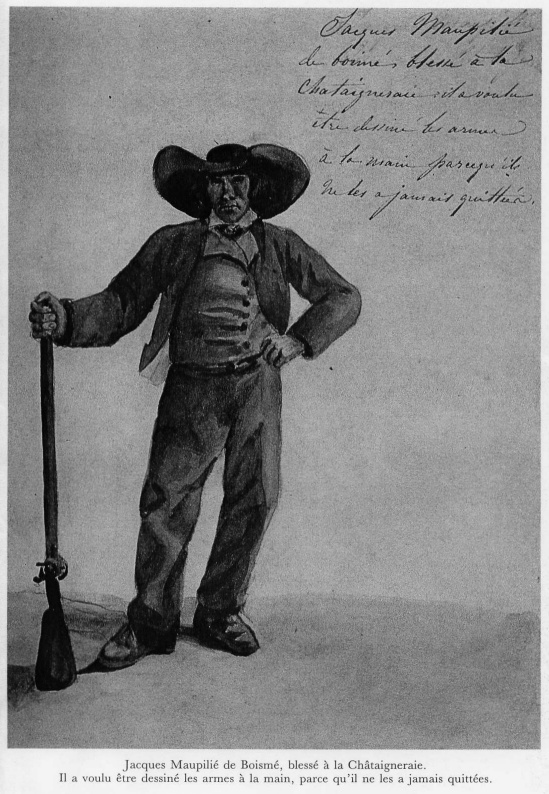
Un combattant vendéen, Jacques-Louis Maupillier, dessiné par Marie-Louise de la Rochejaquelein.

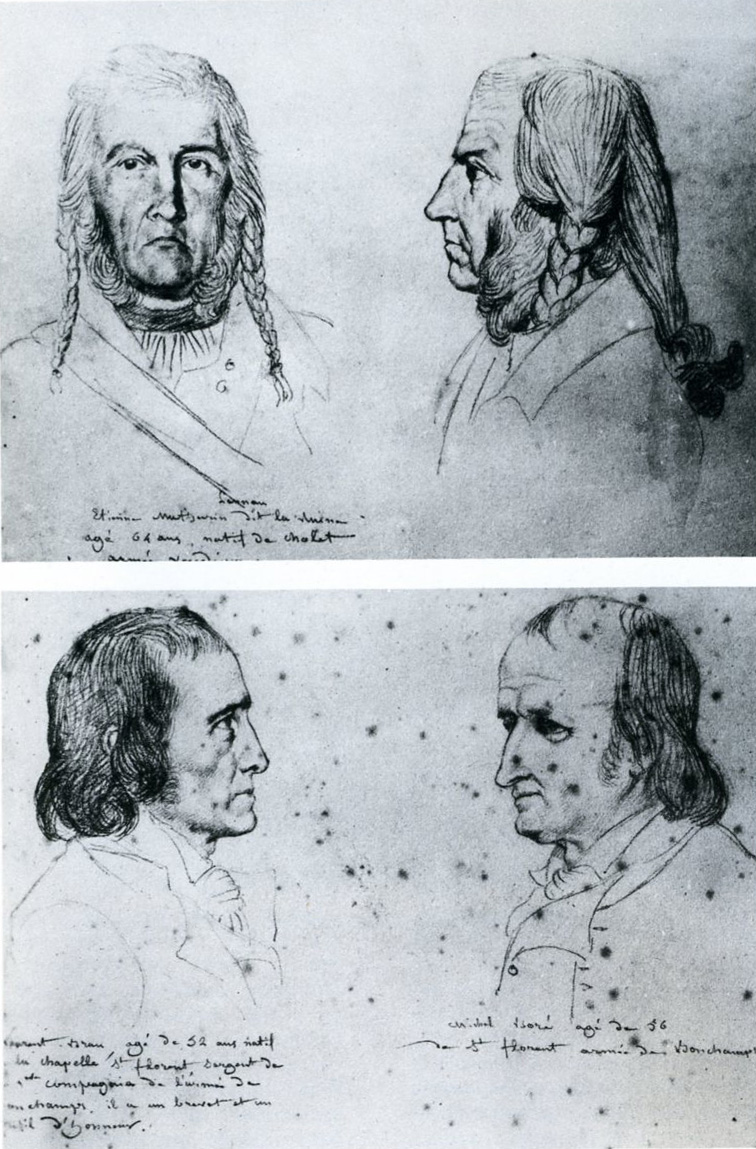
Portraits d'anciens combattants vendéens de l'armée de Bonchamps réalisés d'après nature par David d'Angers en 1825.

Les insurgés « vendéens », que les républicains appelleront les « brigands », sont originaires de quatre départements – le sud du Maine-et-Loire, les deux-tiers nord de la Vendée, le nord des Deux-Sèvres, et le sud de la Loire-Atlantique –, situés dans les provinces du Poitou, d'Anjou et de Bretagne. Le territoire insurgé est aussi appelé Vendée militaire.
Lucas de La Championnière, officier dans l'armée Bas-Poitou et du Pays de Retz, rend également compte de la différence de mentalité suivant les régions de la Vendée ; entre les Paydrets et les Bas-Poitevins d'une part, et les Angevins et Haut-Poitevins de l'autre :

« L'esprit des paysans qui composaient les détachements de la grande Armée était bien différent de celui qui régnait parmi nous. Les nôtres pillaient, battaient et juraient comme de vrais soldats ; les autres dans ce temps là revenaient du combat en disant leur chapelet, ils faisaient prisonniers tous ceux qu'ils pouvaient prendre sans les tuer et rarement s'emparaient de leurs dépouilles. »

La grande majorité des insurgés vendéens sont des paysans, armés de faux s'ils n'ont pas de fusil, mais on trouve également parmi eux un grand nombre d'artisans et de tisserands, notamment dans les Mauges. 
En cas de menace directe, la mobilisation de la population des territoires insurgés peut être massive, ainsi à Chemillé : l'âge des insurgés recensés lors de la bataille de Chemillé va de onze à soixante-sept ans. Les insurgés vendéens ont cependant en moyenne de vingt-cinq à trente ans,.
Au nombre des combattants vendéens, on compte également quelques femmes, dont la plus célèbre est Renée Bordereau, dite « l'Angevin ». L'armée de Charette est notamment connue pour avoir eu quelques « amazones » dans ses rangs, parmi lesquelles Céleste Bulkeley.

« Les Vendéens n'avaient aucune cocarde militaire ; beaucoup mettaient à leur chapeau des morceaux d'étoffe blanche ou verte, d'autres du papier, des feuilles et plusieurs rien du tout. Mais tous les paysans avaient par dévotion et sans que personne en eût donné l'ordre, un Sacré-Cœur cousu à leur habit et un chapelet passé dans la boutonnière. Nos soldats ne portaient ni giberne, ni havresac, ni effets, quoiqu'ils en prissent en quantité aux républicains ; ils trouvaient cela incommode, et préféraient mettre leurs cartouches dans leurs poches ou dans la ceinture de mouchoir, alors usitée dans le pays. L'armée avait une trentaine de tambours et point de trompettes. Les cavaliers attachaient à la queue de leurs chevaux des cocardes tricolores et des épaulettes enlevées à des Bleus ; les officiers étaient un peu mieux équipés que les soldats, et n'avaient pas de marques distinctives. »

— Victoire de Donnissan de La Rochejaquelein, Mémoires.

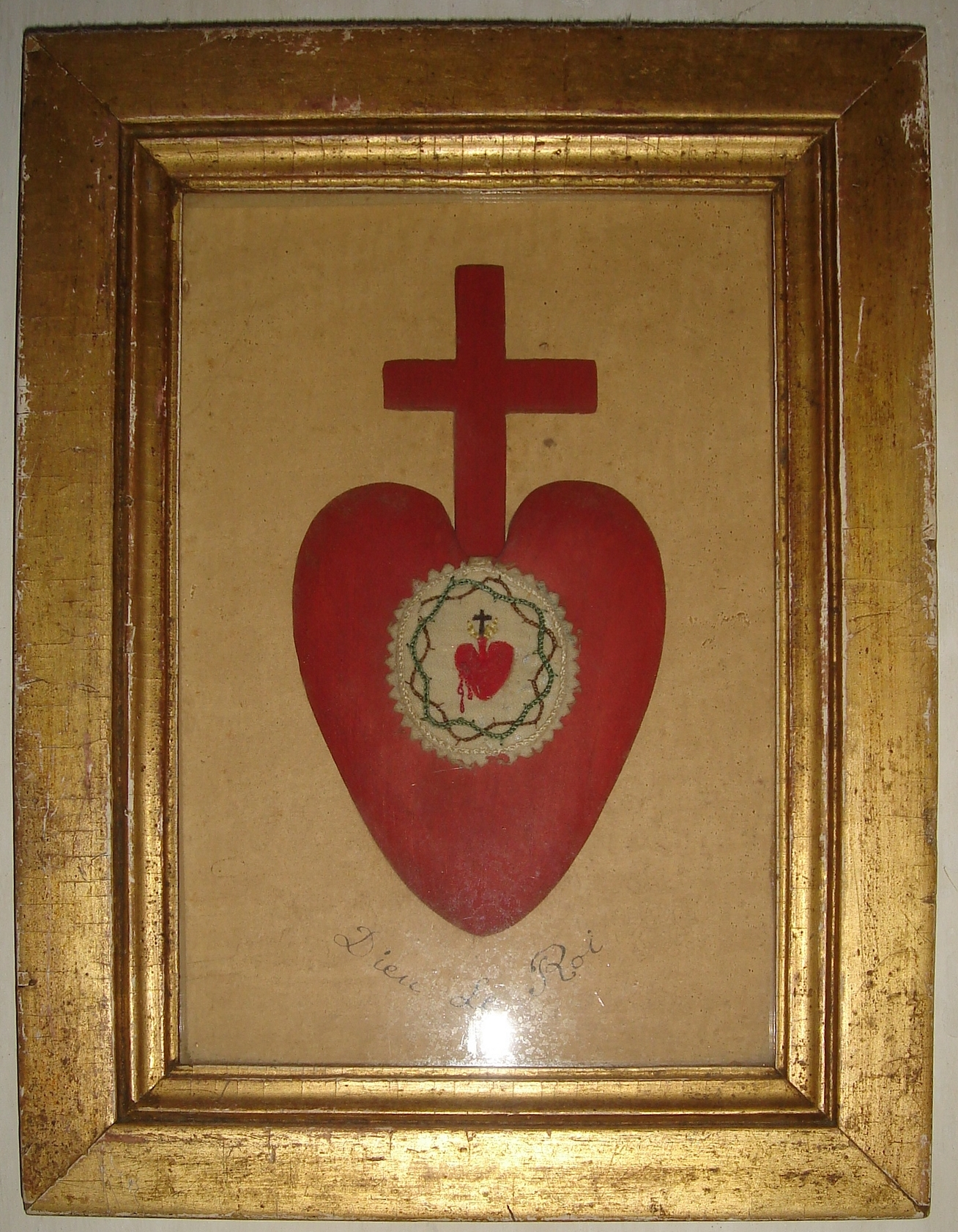
Sacré-Cœur vendéen accompagné de l'inscription « Dieu, le Roi ».

Cependant, durant la Virée de Galerne, les officiers adoptent des signes distinctifs : les généraux et officiers du conseil portent à leur ceinture des écharpes blanches avec des nœuds de différentes couleurs. Ainsi, La Rochejaquelein et Donnissan arborent-ils un nœud noir, Stofflet un rouge et Marigny un bleu. De leur côté, les officiers d'un grade inférieur se mettent à porter une écharpe blanche au bras gauche,.

### La cavalerie
Quelques insurgés, des meuniers principalement, forment également une cavalerie, de valeur inégale. Ces cavaliers vendéens sont surnommés les « Marchands de cerises ».

« Tous les autres cavaliers qui vinrent avec ces messieurs n'avaient pas assurément une tournure militaire si distinguée ; leurs chevaux étaient de toute taille et de toute couleur ; on voyait beaucoup de bâts au lieu de selles, de cordes au lieu d'étriers, de sabots au lieu de bottes : ils avaient des habits de toutes les façons, des pistolets dans leur ceinture, des fusils et des sabres attachés avec des ficelles ; les uns avaient des cocardes blanches, d'autres en avaient de noires ou de vertes. »

— Victoire de Donnissan de La Rochejaquelein, Mémoires.
L'état de la cavalerie n'est pas différent dans l'armée du Marais en août 1793 :

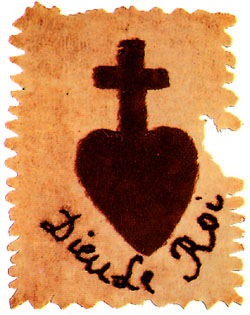
Sacré-Cœur vendéen.

« Notre cavalerie présentait un spectacle encore plus ridicule ; des hommes de toute taille et de tout âge, montés sur des chevaux souvent disproportionnés, avaient pour selles des bâts, pour étriers des cordes de foins et au lieu de bottes des sabots. Le mousqueton était une fourche ou un fusil fort long attaché derrière le dos, et le sabre un couteau de sabotier ou un briquet pris sur l'ennemi. »

— Mémoires de Pierre-Suzanne Lucas de La Championnière

### Les troupes régulières
Quelques troupes régulières sont formées dans l'armée vendéenne, où elles servent de troupe d'élite. Charles de Bonchamps organise notamment des compagnies d'infanterie et de cavalerie qu'il équipe à ses frais. Ces troupes sont même dotées d'uniformes, gris pour l'infanterie et verts pour la cavalerie. 
Cependant les Vendéens n'aiment pas quitter leurs foyers trop longtemps. Au bout de quelques jours de combats, ils « changeaient de chemise » : ils quittaient l'armée pour rentrer dans leurs villages, ce qui fait qu'ils étaient incapables de tenir une garnison. Plusieurs villes conquises comme Angers, Saumur, Thouars et Fontenay-le-Comte seront ainsi progressivement abandonnées et reprises par les républicains sans coup férir.
Pour pallier ce désavantage, les troupes régulières seront recrutées parmi des déserteurs républicains et les insurgés extérieurs à la Vendée militaire, principalement des Angevins du nord du Maine-et-Loire et des Bretons de la Loire-Atlantique, au nombre de 6 000  à   10 000 hommes. Plusieurs futurs officiers chouans servent dans ces corps, notamment Georges Cadoudal, Pierre-Mathurin Mercier, dit « la Vendée », Scépeaux, Jean Terrien, Joseph-Juste Coquereau et Louis Courtillé dit « Saint-Paul ».
Les troupes régulières vendéennes comptent en outre un grand nombre d'étrangers. En novembre 1793, au moment de la Virée de Galerne, dans une lettre à la Convention nationale, Jacques Léonard Laplanche, représentant en mission républicain, écrit notamment : « Un citoyen qu'ils avaient fait prisonnier, et qui m'a donné une partie des détails que je vous transmets ; il est resté assez longtemps avec eux pour avoir observé que le nombre des étrangers égale au moins celui des rebelles français ; parmi leur armée il y a remarqué entre autres des Russes, des Polonais, des Allemands et beaucoup de juifs,. »
Parmi les soldats étrangers qui rallient les Vendéens, on compte des Allemands du régiment de La Marck et de la Légion germanique, ainsi qu'un bataillon de 600 Suisses – parmi lesquels d'anciens gardes suisses – et Allemands, commandé par le baron de Keller.
Victoire de Donnissan de La Rochejaquelein écrira à ce propos :

« Dans les commencements, tous les déserteurs des troupes républicaines devenaient officiers ou cavaliers dans l'armée vendéenne ; mais le nombre des fantassins étant devenu assez considérable, bien qu'il ne l'ait jamais été beaucoup, on en forma trois compagnies : l'une française, commandée par Monsieur de Fé, l'autre allemande, la troisième suisse. Chacune était forte de 120 hommes ou environ ; elles faisaient une sorte de service régulier à Mortagne, ou étaient les magasins. La compagnie suisse était presque entièrement composée de fugitifs d'un détachement du malheureux régiment des gardes ; ils étaient en garnison en Normandie, pendant qu'on massacrait leurs camarades au 10 août ; ils respiraient la vengeance et chacun d'eux se battait héroïquement. Monsieur Keller, Suisse, un des plus courageux et des plus beaux hommes de l'armée, était leur commandant. Ces compagnies ne combattaient pas en ligne ; elles se seraient fait écraser si elles ne s'étaient pas dispersées à la manière des paysans. »

### Les chouans de la petite Vendée
Lors de la Virée de Galerne, un certain nombre de Bretons d'Ille-et-Vilaine et de Mainiots de la Mayenne se joignent aux Vendéens et prennent le nom de « Petite Vendée ». Les Bretons sont commandés par Hippolyte Putod. Un certain nombre de futurs chefs Chouans y participent, tels que Jean Chouan, Aimé Picquet du Boisguy, Jean-Louis Treton, dit « Jambe d'Argent », Michel Jacquet dit « Taillefer », Robert Julien Billard de Veaux et Michel-Louis Lecomte.

« Beaucoup de paysans manceaux et bretons vinrent se joindre à nous. J'en vis arriver une troupe qui criait : Vive le roi et qui portait un mouchoir blanc au bout d'un bâton. En peu de temps il y en eût plus de 6 000 : on donnait à ce rassemblement le nom de Petite-Vendée. Tous les insurgés bretons étaient reconnaissables à leurs longs cheveux et à leurs vêtements, la plupart en peaux de chèvres garnies de leurs poils. Ils se battaient fort bien mais le pays ne se soulevait pas en entier. »

— Victoire de Donnissan de La Rochejaquelein, Mémoires.

### Les prêtres et la religion
Les prêtres réfractaires n'ont pas d'implication directe dans la guerre. Seuls quelques-uns parmi eux siègent dans les conseils royalistes, et ils s'occupent essentiellement des correspondances. Les prêtres réfractaires officiers ou participant physiquement aux combats sont très rares, le fait qu'un prêtre porte les armes étant généralement mal vu par les Vendéens.
— Mémoires de Pierre-Suzanne Lucas de La Championnière, officier de l'armée du Marais

### Hôpitaux
« Pour les hôpitaux, ils étaient réglés avec un soin particulier ; tous les blessés royalistes et républicains étaient transportés à Saint-Laurent-sur-Sèvre. La communauté des sœurs de la Sagesse, qui sont une espèce de sœurs grises, avait là son chef-lieu. Les pauvres sœurs, renvoyées de partout, s'y étaient réfugiées en grand nombre ; elles étaient plus de cent. Dans le même bourg, les missionnaires du Saint-Esprit s'étaient aussi consacrés aux mêmes fonctions. Il y avait des chirurgiens qui suivaient l'armée ; d'autres dirigeaient de petits hôpitaux en différents lieux. »

— Victoire de Donnissan de La Rochejaquelein, Mémoires.

## Regard contemporain
« M. du Theil, chargé des affaires de M. le comte d'Artois à Londres, s'était hâté de chercher Fontanes : celui-ci me pria de le conduire chez l'agent des Princes. Nous le trouvâmes environné de tous ces défenseurs du trône et de l'autel qui battaient les pavés de Piccadilly d'une foule d'espions et de chevaliers d'industrie échappés de Paris sous divers noms et divers déguisements, et d'une nuée d'aventuriers belges, allemands, irlandais vendeurs de contre-révolution. Dans un coin de cette foule était un homme de trente à trente-deux ans qu'on ne regardait point, et qui ne faisait lui-même attention qu'à une gravure de la mort du  général Wolf. Frappé de son air, je m'enquis de sa personne : un de mes voisins me répondit : « Ce n'est rien ; c'est un paysan vendéen, porteur d'une lettre de ses chefs. »

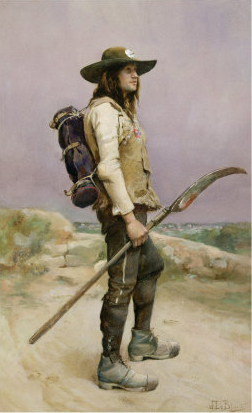
Le Vendéen, peinture de Julien Le Blant, XIXe siècle.

Cet homme, qui n'était rien, avait vu mourir Cathelineau, premier général de la Vendée et paysan comme lui ; Bonchamp, en qui revivait Bayard ; Lescure, armé d'un cilice non à l'épreuve de la balle ; d'Elbée, fusillé dans un fauteuil, ses blessures ne lui permettant pas d'embrasser la mort debout ; La Rochejaquelein, dont les patriotes ordonnèrent de vérifier le cadavre, afin de rassurer la Convention au milieu de ses victoires. Cet homme, qui n'était rien, avait assisté à deux cents prises et reprises de villes, villages et redoutes, à sept cents actions particulières et à dix-sept batailles rangées ; il avait combattu trois cent mille hommes de troupes réglées, six à sept cent mille réquisitionnaires et gardes nationaux ; il avait aidé à enlever cinq cents pièces de canon et cent cinquante mille fusils ; il avait traversé les colonnes infernales, compagnies d'incendiaires commandées par des Conventionnels ; il s'était trouvé au milieu de l'océan de feu, qui, à trois reprises, roula ses vagues sur les bois de la Vendée ; enfin, il avait vu périr trois cent mille Hercules de charrue, compagnons de ses travaux, et se changer en un désert de cendres cent lieues carrées d'un pays fertile.
Les deux Frances se rencontrèrent sur ce sol nivelé par elles. Tout ce qui restait de sang et de souvenir dans la France des Croisades, lutta contre ce qu'il y avait de nouveau sang et d'espérances dans la France de la Révolution. Le vainqueur sentit la grandeur du vaincu. Thureau, général des républicains, déclarait que « les Vendéens seraient placés dans l'histoire au premier rang des peuples soldats ». Un autre général écrivait à Merlin de Thionville : « Des troupes qui ont battu de tels Français peuvent bien se flatter de battre tous les autres peuples. » Les légions de Probus, dans leur chanson, en disaient autant de nos pères. Bonaparte appela les combats de la Vendée « des combats de géants ».
Dans la cohue du parloir, j'étais le seul à considérer avec admiration et respect le représentant de ces anciens Jacques, qui, tout en brisant le joug de leurs seigneurs, repoussaient, sous Charles V, l'invasion étrangère : il me semblait voir un enfant de ces communes du temps de Charles VII, lesquelles, avec la petite noblesse de province, reconquirent pied à pied, de sillon en sillon, le sol de la France. Il avait l'air indifférent du sauvage ; son regard était grisâtre et inflexible comme une verge de fer ; sa lèvre inférieure tremblait sur ses dents serrées ; ses cheveux descendaient de sa tête en serpents engourdis, mais prêts à se dresser ; ses bras, pendant à ses côtés, donnaient une secousse nerveuse à d'énormes poignets tailladés de coups de sabre ; on l'aurait pris pour un scieur de long. Sa physionomie exprimait une nature populaire rustique, mise, par la puissance des mœurs, au service d'intérêts et d'idées contraires à cette nature ; la fidélité native du vassal, la simple foi du chrétien, s'y mêlaient à la rude indépendance plébéienne accoutumée à s'estimer et à se faire justice. Le sentiment de sa liberté paraissait n'être en lui que la conscience de la force de sa main et de l'intrépidité de son cœur. Il ne parlait pas plus qu'un lion ; il se grattait comme un lion, bâillait comme un lion, se mettait sur le flanc comme un lion ennuyé, et rêvait apparemment de sang et de forêts : son intelligence était du genre de celle de la mort.
Quels hommes dans tous les partis que les Français d'alors, et quelle race aujourd'hui nous sommes ! Mais les républicains avaient leur principe en eux, au milieu d'eux, tandis que le principe des royalistes était hors de France. Les Vendéens députaient vers les exilés ; les géants envoyaient demander des chefs aux pygmées. L'agreste messager que je contemplais avait saisi la Révolution à la gorge, il avait crié : « Entrez ; passez derrière moi ; elle ne vous fera aucun mal ; elle ne bougera pas ; je la tiens. » Personne ne voulut passer : alors Jacques Bonhomme relâcha la Révolution, et Charette brisa son épée. »

— François-René de Chateaubriand